# Дементьев, Андрей Александрович
Андрей Александрович Дементьев (10 мая 1917, Долгое, Воронежская губерния — 3 сентября 1984, Курск) — полковник Советской Армии, участник Великой Отечественной войны, Герой Советского Союза (1946).

## Биография
Андрей Дементьев родился 10 мая 1917 года в селе Долгое (ныне — Вейделевский район Белгородской области) в крестьянской семье. Окончил семь классов школы, после чего работал в Курске кузнецом артели «Транспортник», затем стал преподавателем физической культуры. В мае 1938 года Дементьев был призван на службу в Рабоче-крестьянскую Красную Армию. В 1939 года он окончил курсы младших лейтенантов. С июня 1941 года — на фронтах Великой Отечественной войны. К апрелю 1945 года гвардии майор Андрей Дементьев командовал дивизионом 279-го гвардейского лёгкого артиллерийского полка 23-й гвардейской лёгкой артиллерийской бригады 5-й артиллерийской дивизии прорыва 4-го артиллерийского корпуса прорыва 3-й ударной армии 1-го Белорусского фронта. Отличился во время штурма Берлина.
В период с 16 по 28 апреля 1945 года Дементьев умело организовал огонь батарей своего дивизиона, нанеся противнику серьёзный урон в боевой технике и живой силе. В критический момент боя он выдвинул орудия своего дивизиона на прямую наводку и поддержал их огнём штурмовую группу 146-й стрелковой дивизии. Когда противник предпринял контратаку против дивизиона, его бойцы в рукопашной схватке отбили её.
Указом Президиума Верховного Совета СССР от 15 мая 1946 года гвардии майор Андрей Дементьев был удостоен высокого звания Героя Советского Союза с вручением ордена Ленина и медали «Золотая Звезда».
В 1949 году Дементьев окончил Высшую офицерскую артиллерийскую школу. В 1960 году в звании полковника он был уволен в запас. Проживал в Курске, работал директором кинотеатра, затем комендантом Курского политехнического института. Скончался 3 сентября 1984 года, похоронен в Курске.
Был также награждён орденом Александра Невского и двумя орденами Красной Звезды, рядом медалей.
Награды ГДР:
- орден «За заслуги перед Отечеством» I степени.